# 外祖父
外祖父（がいそふ）は、ある人からみた母親の父親、母方の祖父。

## 天皇の外祖父
律令時代において天皇の母方の祖父に当たる外祖父は尊崇の対象となり、位階や官職で優遇された。陽成天皇の外祖父にあたる藤原長良は、天皇即位時にはすでに没していたが、太政大臣を追贈されている。720年から995年までの間に太政大臣を追贈された17人のうち、10人は天皇の外祖父である。
藤原良房は文徳天皇に娘の明子を入内させ、女御とした。天安2年（858年）、明子と文徳天皇の子清和天皇が9歳で即位すると、太政大臣、次いで摂政として実権を握った。また藤原兼家は円融天皇に娘の詮子を入内させ、その子の一条天皇の摂政となった。兼家の子の藤原道長は一条天皇に娘の彰子を入内させ、その子の後一条天皇の摂政を短期間務めた。しばしば藤原氏は天皇の外祖父として権力をふるったといわれることがあるが、平安時代において、外祖父であることで摂政に就任したのはこの3例のみである。
延久3年（1073年）には白河天皇の外祖父藤原能信に太政大臣が追贈されたが、これは醍醐天皇の外祖父藤原高藤に追贈されて以来173年ぶりのことであった。これ以降、天皇の外祖父には太政大臣が追贈されることが先例となり、このころ成立したとみられる『大鏡』は太政大臣になる要件として天皇の外祖父、または舅であることをあげている。寛治3年（1089年）には堀河天皇が元服することとなったが、摂政藤原師実は加冠役として太政大臣に叙任されているが、その際の宣命では天皇の外祖父であることが明記されていた。しかし家格としての摂家の成立により、外祖父を含めた外戚関係は摂関の地位とは無関係となっていた。
平清盛は娘である徳子を高倉天皇の中宮とし、その間に生まれた言仁親王は生後間もなく立太子された。治承三年の政変によって後白河法皇の院政を停止させた清盛は、治承4年（1180年）に言仁親王を満1歳4か月で即位させ（安徳天皇）、その外祖父となっている。
鎌倉時代には九条道家が四条天皇の外祖父となって権力をふるったが、四条天皇は12歳で夭折している。江戸時代には後水尾天皇が徳川和子との子明正天皇に譲位したため、大御所徳川秀忠が天皇の外祖父となったが、この譲位は秀忠らの望んでいたものではなかった。
即位の時点で外祖父が健在であった最後の天皇は明治天皇であり、生母である中山慶子の父、中山忠能は1888年（明治21年）まで存命であった。現在の上皇の外祖父は、母である香淳皇后の父、久邇宮邦彦王であるが、出生時には既に故人であった。また、今上天皇の外祖父は、母である上皇后美智子の父、正田英三郎であるが、既に故人である。